# Melsele
Melsele – dzielnica (deelgemeente) gminy Beveren w Belgii, w Regionie Flamandzkim, w prowincji Flandria Wschodnia, w okręgu Sint-Niklaas. 1 stycznia 2020 roku liczyła 11 176 mieszkańców. Do 31 grudnia 1976 samodzielna gmina.

## Demografia
Liczba mieszkańców, stan na 1 stycznia:
| Rok                | 1930 | 1947 | 1961 | 2020   |
| ------------------ | ---- | ---- | ---- | ------ |
| Liczba mieszkańców | 4796 | 5275 | 6558 | 11 176 |

## Transport
Znajduje się tutaj przystanek kolejowy Melsele.